# استفن هاج (دوچرخه‌سوار)
استفن هاج (انگلیسی: Stephen Hodge؛ زادهٔ ۱۸ ژوئیهٔ ۱۹۶۱) دوچرخه‌سوار اهل استرالیا است.  وی در بازی‌های المپیک تابستانی ۱۹۹۶ شرکت کرده است.